# Service de table
Pour les articles homonymes, voir Service.
Un service de table est un assortiment d’objets (vaisselle, linge, ménagère, etc.) qui, déposé sur une table, permet à une personne de se restaurer. Il contient tous les objets qui, à un moment donné, se retrouveront sur la table pour un repas.

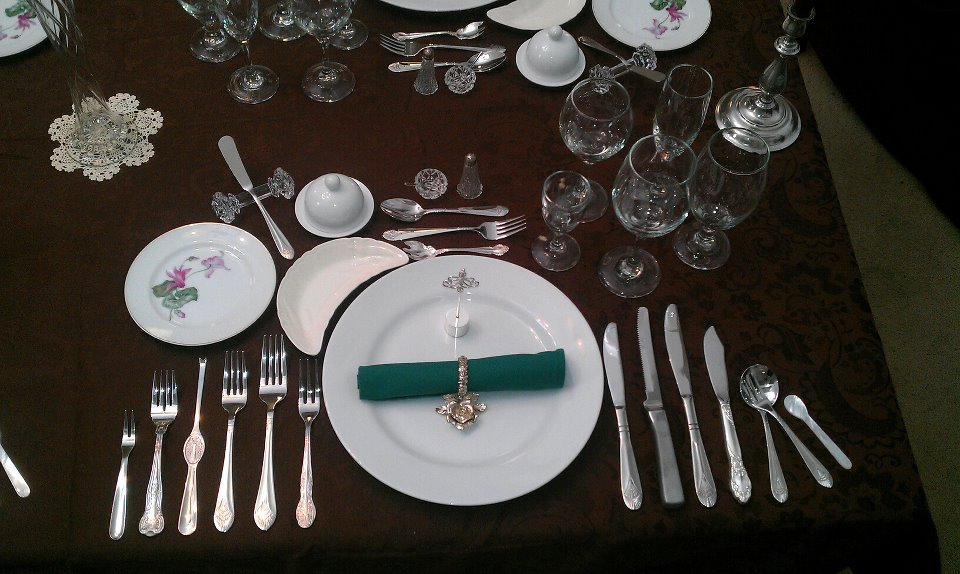
Douze séries de couverts individuels.

Disposition classique.

## Composition
- Le linge de maison concernant la table :
  - la nappe ou les sets de table ;
  - la serviette et le rond de serviette.

- La vaisselle : assiettes, verres, bols.
- les couverts de table : fourchette, cuillère, couteau.
- les accessoires de table :
  - dessous-de-plat ;
  - chauffe-plat ;
  - corbeille à pain ;
  - salière ;
  - poivrière ;
  - vinaigrier ;
  - dessous de bouteille ;
  - porte-couteaux ;
  - chandeliers ;
  - tire-bouchon ;
  - décapsuleur ;
  - rince-doigts ;
  - casse-noix.

- Les services à boisson : 
  - carafe, pichet, cruche ;
  - service à apéritif ;
  - service à vin ;
  - service à liqueur ;
  - service à café ;
  - service à thé ;
  - seau à glace.

- Les services divers :
  - beurrier ;
  - service à fromage ;
  - service à salade ;
  - service à dessert ;
  - service à fruit.